# Мур (Техас)
Мур (англ. Moore) — переписна місцевість (CDP) в США, в окрузі Фріо штату Техас. Населення — 610 осіб (2020).

## Географія
Мур розташований за координатами 29°3′28″ пн. ш. 99°0′21″ зх. д. / 29.05778° пн. ш. 99.00583° зх. д. (29.057906, -99.005800).  За даними Бюро перепису населення США в 2010 році переписна місцевість мала площу 15,81 км², з яких 15,80 км² — суходіл та 0,01 км² — водойми.

## Демографія
Згідно з переписом 2010 року, у переписній місцевості мешкало 475 осіб у 181 домогосподарстві у складі 128 родин. Густота населення становила 30 осіб/км².  Було 242 помешкання (15/км²).
Расовий склад населення:
| - 80,6 % — білих - 1,1 % — корінних американців - 0,2 % — чорних або афроамериканців - 13,9 % — осіб інших рас |

До двох чи більше рас належало 4,2 %. Частка іспаномовних становила 61,3 % від усіх жителів.
За віковим діапазоном населення розподілялося таким чином: 23,6 % — особи молодші 18 років, 61,5 % — особи у віці 18—64 років, 14,9 % — особи у віці 65 років та старші. Медіана віку мешканця становила 42,7 року. На 100 осіб жіночої статі у переписній місцевості припадало 100,4 чоловіків;  на 100 жінок у віці від 18 років та старших — 105,1 чоловіків також старших 18 років.
За межею бідності перебувало 53,2 % осіб, у тому числі 78,3 % дітей у віці до 18 років та 82,1 % осіб у віці 65 років та старших.
Цивільне працевлаштоване населення становило 213 осіб. Основні галузі зайнятості: освіта, охорона здоров'я та соціальна допомога — 23,9 %, роздрібна торгівля — 18,8 %, сільське господарство, лісництво, риболовля — 17,8 %.